# WarnerMedia
Warner Media, LLC (tên thương mại là WarnerMedia; trước đây được gọi là Time Warner từ 2003 đến 2018, AOL Time Warner từ 2001 đến 2003, Time Warner Entertainment Inc. hoặc Time Warner Entertainment Company, L.P. từ 1992 đến 2001, Time-Warner từ 1990 đến 2001 và từ 1972 đến 1990 là Warner Communications) là một tập đoàn giải trí đa quốc gia và truyền thông đại chúng của Mỹ. Tập đoàn có trụ sở chính tại khu phức hợp 30 Hudson Yards ở Thành phố New York, Hoa Kỳ.
Ban đầu Steve Ross thành lập công ty vào năm 1972 với tên gọi Warner Communications, và Time Warner được thành lập vào năm 1990, sau khi hợp nhất giữa Time Inc. và Warner Communications ban đầu. Công ty hoạt động ở lĩnh vực điện ảnh, truyền hình và cáp, với tài sản bao gồm WarnerMedia Studios & Networks (gồm tài sản giải trí của Turner Broadcasting, HBO, và Cinemax cũng như Warner Bros., gồm các hãng phim, hoạt hình, truyền hình, bộ phận giải trí gia đình của công ty và Studio Distribution Services, doanh nghiệp liên doanh với Universal Pictures Home Entertainment, DC Comics, New Line Cinema và cùng với CBS Entertainment Group , thông qua công ty con Warner Bros. Entertainment, 50% lợi ích trong mạng truyền hình The CW); WarnerMedia News & Sports (gồm tin tức và nội dung thể thao của Turner Broadcasting, gồm CNN, Turner Sports và AT&T SportsNet); bán hàng & phân phối WarnerMedia (gồm công ty truyền thông kỹ thuật số Otter Media); và WarnerMedia Direct (gồm dịch vụ phát trực tuyến HBO Max).
Mặc dù tách khỏi Time Inc. vào năm 2014, công ty vẫn giữ tên Time-Warner từ năm 1990, cũng trở thành Time Warner vào năm 2003, cho đến năm 2018. Vào năm 2018, sau AT&T của mua lại Time Warner, công ty đổi tên thành Warner Media. Ngày 22 tháng 10 năm 2016, AT&T chính thức thông báo rằng họ có ý định mua lại Time Warner với giá 85,4 tỷ đô la (bao gồm cả khoản nợ Time Warner giả định), định giá công ty ở mức 107,50 đô la cho mỗi cổ phiếu. Đề xuất sáp nhập đã được xác nhận vào ngày 12 tháng 6 năm 2018, sau khi AT&T thắng một vụ kiện chống độc quyền mà Bộ Tư pháp Hoa Kỳ đã đệ trình vào năm 2017 để cố gắng ngăn chặn việc mua lại. Việc sáp nhập kết thúc hai ngày sau đó, với việc công ty trở thành công ty con của AT&T. Tên hiện tại của công ty đã được thông qua một ngày sau đó. Dưới thời AT&T, công ty đã chuyển sang triển khai dịch vụ phát trực tuyến được xây dựng dựa trên nội dung của công ty, được gọi là HBO Max. WarnerMedia đã giới thiệu lại các mạng dựa trên giải trí của Turner dưới một đơn vị bảo trợ duy nhất vào ngày 10 tháng 8 năm 2020, thông qua việc hợp nhất các tài sản WarnerMedia Entertainment và Warner Bros. Entertainment thành một đơn vị mới, WarnerMedia Studios & Networks Group. Ngày 17 tháng 5 năm 2021, gần ba năm sau khi mua lại, AT&T quyết định rời khỏi mảng kinh doanh giải trí và thông báo rằng họ đã đề xuất từ bỏ quyền sở hữu WarnerMedia và hợp nhất nó với Discovery, Inc. để tạo thành một giao dịch công khai mới. công ty, Warner Bros. Discovery, thuộc Giám đốc điều hành của Discovery Inc. David Zaslav. Thỏa thuận đã kết thúc ngày 8 tháng 4 năm 2022.
Các tài sản trước đây của công ty bao gồm Time Inc., TW Telecom, AOL, Time Warner Cable, AOL Time Warner Book Group, và Warner Music Group; các hoạt động này hoặc đã được bán cho người khác hoặc tách ra thành các công ty độc lập. Công ty xếp hạng 98 trong danh sách Fortune 500 năm 2018 về các tập đoàn lớn nhất Hoa Kỳ theo tổng doanh thu.

## Lịch sử

### Warner Communications (1972–1990)
Ngày 10 tháng 2 năm 1972, tài sản giải trí của Kinney National Company được tái hợp nhất thành  Warner Communications do một vụ bê bối tài chính liên quan đến việc ấn định giá bãi đậu xe. Warner Communications từng là công ty mẹ của Warner Bros., Warner Music Group (WMG) và Warner Cable trong suốt những năm 1970 và 1980, cũng như sở hữu DC Comics và Mad Magazine. Bộ phận xuất bản châu Âu, nơi sản xuất tạp chí và truyện tranh, gọi là Williams Publishing; nhờ trước đó đã mua lại từ Gilberton World-Wide Publications), nên công ty có các chi nhánh nói tiếng Châu Âu ở Anh, Đan Mạch, Phần Lan, Pháp, Đức, Italy, Hà Lan, Na Uy, và Thụy Điển. Hầu hết các nhà xuất bản này đã bị bán đi vào khoảng năm 1979.

### Time-Warner (1990–2001) và Time Warner Entertainment (1992–2001)
US West hợp tác với Time Warner vào năm 1993 để thành lập công ty mà bây giờ được gọi là TW Telecom, ban đầu gọi là Time Warner Communications (cũng được sử dụng làm tên thương hiệu cho hoạt động cáp trước đây dưới tên ATC), nhằm đưa điện thoại qua cáp quang đến với công chúng. US West cũng chiếm 26% cổ phần trong mảng giải trí của công ty, gọi bộ phận đó là Time Warner Entertainment. Cổ phần của US West cuối cùng được chuyển cho công ty cáp và  MediaOne mua lại, sau đó đến AT&T Broadband vào năm 1999, khi công ty đó mua lại MediaOne, cuối cùng là Comcast vào năm 2001 khi công ty đó mua lại bộ phận AT&T Broadband. Comcast đã bán cổ phần của họ trong công ty vào năm 2003, chuyển tên này thành một đơn vị trực thuộc Time Warner Cable.

### AOL Time Warner (2001-2003)

Logo của AOL Time Warner (2001–2003)

Tháng 1 năm 2000, AOL tuyên bố ý định mua Time Warner với giá 164 tỷ đô la. Do vốn hóa thị trường của AOL lớn hơn, các cổ đông của họ sẽ sở hữu 55% cổ phần của công ty mới trong khi Time Warner các cổ đông chỉ sở hữu 45%, vì vậy trong thực tế AOL đã hợp nhất với Time Warner, mặc dù Time Warner có nhiều tài sản và doanh thu hơn. Time Warner đã tìm cách nắm bắt cuộc cách mạng kỹ thuật số, trong khi AOL muốn giữ giá cổ phiếu bằng nhiều tài sản hữu hình hơn.

### Time Warner (2003–2018)

Logo của Time Warner (2003–2018)

Chủ tịch Steve Case của AOL Time Warner, nổi bật hơn với tư cách là người đồng đứng đầu một ủy ban chiến lược mới của hội đồng quản trị, đã có bài phát biểu trước các bộ phận về sự hiệp lực và lời hứa của Internet. Tuy nhiên, dưới áp lực của phó chủ tịch nhà đầu tư tổ chức Gordon Crawford, một trong những người bất đồng chính kiến, Case tuyên bố vào tháng 1 năm 2003 rằng ông sẽ không tái ứng cử làm chủ tịch điều hành trong cuộc họp thường niên sắp tới, khiến giám đốc điều hành Richard Parsons trở thành chủ tịch được bầu. Tháng 7 năm 2003, công ty đã loại bỏ "AOL" khỏi tên chung và tách quyền sở hữu của Time-Life dưới tên pháp lý Direct Holdings Americas, Inc. Ngày 24 tháng 11 năm 2003, Time Warner thông báo họ sẽ bán Warner Music Group, tổ chức nhiều hoạt động biểu diễn của Madonna và Prince, cho một nhóm nhà đầu tư do Edgar Bronfman Jr. và Thomas H. Lee Partners dẫn đầu, để cắt giảm khoản nợ của nhóm này xuống còn 20 triệu đô la Mỹ. Case từ chức hội đồng quản trị Time Warner ngày 31 tháng 10 năm 2005. Jeff Bewkes, người cuối cùng trở thành Giám đốc điều hành của Time Warner vào năm 2007, đã mô tả việc sáp nhập năm 2001 với AOL là 'sai lầm lớn nhất trong lịch sử doanh nghiệp'.

### Mua lại và đổi thương hiệu của AT&T (2018–2021)

Logo của WarnerMedia (2018–2020)

Ngày 20 tháng 10 năm 2016, có thông tin cho rằng AT&T đang đàm phán để mua lại Time Warner. Thỏa thuận được đề xuất sẽ mang lại cho AT&T số cổ phần đáng kể trong ngành truyền thông. Đối thủ cạnh tranh của AT&T là Comcast, trước đây cũng đã mua lại NBCUniversal như một nỗ lực tương tự để tăng lượng phương tiện truyền thông nắm giữ, cùng với quyền sở hữu các nhà cung cấp truyền hình và internet. Ngày 22 tháng 10 năm 2016, AT&T đã đạt được thỏa thuận mua Time Warner với giá 85,4 tỷ USD. Việc sáp nhập sẽ mang các tài sản của Time Warner dưới cùng một cái ô giống như cổ phần viễn thông của AT&T, bao gồm cả nhà cung cấp vệ tinh DirecTV. Thỏa thuận vấp phải chỉ trích vì khả năng AT&T có thể sử dụng nội dung của Time Warner làm đòn bẩy để phân biệt đối xử hoặc hạn chế quyền truy cập vào nội dung của các nhà cung cấp cạnh tranh.

### Tách khỏi AT&T và sáp nhập với Discovery, Inc. (2021–2022)
Ngày 16 tháng 5 năm 2021, có thông tin cho rằng AT&T đang đàm phán với Discovery, Inc. - công ty chủ yếu điều hành các kênh và nền tảng truyền hìnhphi hư cấu và không mô tả nội dung— để hợp nhất với WarnerMedia, tạo thành một công ty giao dịch công khai sẽ được chia cho các cổ đông. Việc tách ra và hợp nhất được đề xuất đã chính thức công bố vào ngày hôm sau, với cấu trúc như một luật Đảo ngược ủy thác Morris. Các cổ đông của AT&T sẽ nhận 71% cổ phần trong công ty được sáp nhập, dự kiến sẽ gọi là Warner Bros. Discovery, và được dẫn dắt bởi Giám đốc điều hành hiện tại của Discovery là David Zaslav.
Electronic Arts, công ty đấu thầu trong đề xuất bán Warner Bros. Interactive Entertainment, đã mua studio trò chơi di động Playdemic từ WBIE với giá 1,4 tỷ đô la Mỹ vào tháng 6 năm 2021.
Ngày 5 tháng 4, có thông báo rằng Kilar; Ann Sarnoff, Chủ tịch kiêm Giám đốc điều hành của WarnerMedia Studios và Networks Group; cũng như Andy Forssell, phó chủ tịch điều hành kiêm tổng giám đốc HBO Max; đã từ bỏ vai trò của họ. Ngày hôm sau, giám đốc tài chính Jennifer Biry, giám đốc nhân sự Jim Cummings, giám đốc doanh thu Tony Goncalves, giám đốc truyền thông, đa dạng và hòa nhập Christy Haubegger, giám đốc pháp lý WarnerMedia là Jim Meza và giám đốc công nghệ Richard Tom đã xác nhận là sẽ từ chức. Việc sáp nhập hoàn thành ngày 8 tháng 4.

## Bộ phận
Các doanh nghiệp của WarnerMedia hoạt động dưới 5 bộ phận chính sau:
- WarnerMedia Studios & Networks, bao gồm phát triển, sản xuất và lập trình phim truyền hình và phim truyền hình của công ty. Đơn vị chính của bộ phận là phim, TV và hoạt hình của Warner Bros.-cũng bao gồm Warner Bros. Interactive Entertainment và Warner Bros. Home Entertainment, công ty truyện tranh DC Entertainment và mạng cáp dành cho giới trẻ hoặc chuyên ngành (Cartoon Network, Adult Swim, Boomerang và Turner Classic Movies). Các nội dung khác bao gồm HBO (cũng như kênh chị em của nó là Cinemax), các mạng Turner cũ còn lại (TBS, TNT và TruTV), và Paramount Global, 50% cổ phần trong Mạng truyền hình The CW.[50]
- WarnerMedia News & Sports, bao gồm các hoạt động thể thao và tin tức phát sóng trên toàn thế giới của công ty, bao gồm CNN, công ty con Turner Sports và mạng thể thao khu vực AT&T SportsNet .[50]
- WarnerMedia Sales & Distribution giám sát việc cấp phép nội dung, phân phối và bán hàng quảng cáo của WarnerMedia tại Hoa Kỳ. Bộ phận này cũng có công ty truyền thông kỹ thuật số Otter Media (Fullscreen và Rooster Teeth).[50]
- WarnerMedia Direct chịu trách nhiệm về sản phẩm, tiếp thị, tương tác với người tiêu dùng và triển khai toàn cầu dịch vụ phát trực tuyến trực tiếp đến người tiêu dùng của công ty HBO Max.[50]
- WarnerMedia International giám sát một số biến thể quốc tế nhất định của các kênh truyền hình trong nước của công ty, với một số kênh dành riêng cho khu vực. Nhóm này cũng chịu trách nhiệm thực hiện cục bộ tất cả các hoạt động kinh doanh tuyến tính, hoạt động thương mại, dịch vụ phát trực tuyến kế thừa của WarnerMedia như HBO Bồ Đào Nha, HBO Go ở một số quốc gia chưa được HBO Max phục vụ và chương trình khu vực cho HBO Max.[50]

## Lãnh đạo
*  Lưu ý: tất cả các giám đốc điều hành được liệt kê dưới đây đều tại vị cho đến khi công ty sáp nhập với Discovery, Inc. vào ngày 8 tháng 4 năm 2022. 
- Jason Kilar (Giám đốc điều hành)
  - Michael Bass, Amy Entelis và Ken Jautz (Đồng trưởng tạm thời, CNN)
  - Jennifer S. Biry (Giám đốc tài chính)
  - James Cummings (Phó chủ tịch điều hành & Giám đốc nhân sự)
  - Andy Forssell (Phó chủ tịch điều hành kiêm Tổng giám đốc, HBO Max)
  - Tony Goncalves (Phó chủ tịch điều hành kiêm Giám đốc doanh thu)
  - Christy Haubegger (Phó chủ tịch điều hành, Giám đốc truyền thông & hòa nhập)
  - James Meza (Phó chủ tịch điều hành & Tổng cố vấn)
  - Ann Sarnoff (Chủ tịch kiêm Giám đốc điều hành, WarnerMedia Studios & Networks Group)
  - Richard Tom (Giám đốc Công nghệ)
  - Gerhard Zeiler (Chủ tịch, WarnerMedia International)